# Kanton Sedan-Est
Sedan-Est is een voormalig kanton van het Franse departement Ardennes. Het kanton maakte deel uit van het arrondissement Sedan. Het werd opgeheven bij decreet van 21 februari 2014 met uitwerking in maart 2015.

## Gemeenten
Het kanton Sedan-Est omvatte de volgende gemeenten:
- Balan
- Bazeilles
- Daigny
- Escombres-et-le-Chesnois
- Francheval
- La Moncelle
- Pouru-aux-Bois
- Pouru-Saint-Remy
- Rubécourt-et-Lamécourt
- Sedan (deels, hoofdplaats)
- Villers-Cernay